# Pierpaolo Meccariello
Pierpaolo Meccariello (Verona, 15 agosto 1932 – Genova, 18 agosto 2008) è stato uno storico italiano.

## Biografia
Figlio di un ufficiale della Guardia di Finanza, deceduto durante la Seconda guerra mondiale, Meccariello è stato generale della Guardia di Finanza e storico militare.
Uscito dall'Accademia nel 1953, nel 1960-1966 prestò servizio presso la centrale operativa, dove dette un contributo fondamentale allo sviluppo del Servizio aereo del Corpo. Fu poi caporeparto personale, comandante della Legione di Firenze, del Nucleo centrale di polizia tributaria, delle Zone di Torino e Centrale, Ispettore per l'Italia meridionale, poi per i reparti d'istruzione e infine comandante in seconda del Corpo nel biennio 1993-1994. 
Divenne poi Ispettore tributario e presidente del Consiglio d'amministrazione del Museo storico della Guardia di Finanza, nonché Presidente (1997-2001 e 2008) della Società Italiana di Storia Militare fondata nel 1984 da Raimondo Luraghi, membro della Commissione Italiana di storia militare e cultore di storia militare presso la Facoltà di Scienze Politiche dell'Università di Roma La Sapienza. 
Vincitore del 1º Premio del 12º Concorso nazionale Montecuccoli (1989) conferito dal Ministero della Difesa per rilevanti contributi alla storia militare, ha scritto libri sulla storia della Guardia di Finanza e degli altri corpi militari di polizia italiani, occupandosi anche della storia politica e sociale della Venezia Giulia e della Resistenza italiana.